# 사회민주당 (에스토니아)
사회민주당(社會民主黨, 에스토니아어: Sotsiaaldemokraatlik Erakond)은 에스토니아의 사회민주주의 정당으로, 중도좌파이다. 1990년 설립되었다. 현재 지도자는 제프게니 오시노프스키이다. 반공정서가 강한 에스토니아 사회 특성상 중앙 정계에 큰 역할을 하지 못하였다. 2019년 총선에서 10석으로 5위에 그쳤다.

## 같이 보기
- 사회민주당